# Prosper Gabriel Audran
Pour les articles homonymes, voir famille Audran et Audran.
Prosper Gabriel Audran, né le 4 février 1744 à Paris où il est mort le 23 juin 1819 , est un graveur français des XVIIIe et XIXe siècles.

## Biographie
Prosper Gabriel Audran est le fils de Michel Audran et de Marie Agnès Chambonet. Il a un frère Benoit III Audran et deux sœurs, Marie Audran et une deuxième dont le prénom n'est pas mentionné.
Il travaille avec son oncle Benoit II Audran dont il est l'élève. Graveur pour suivre l'exemple, il s'oriente progressivement vers l'orientalisme où il occupe une place prépondérante. Il étudie le droit et obtient la charge de conseiller au Châtelet de Paris de 1768 à 1784.
Son goût pour l'étude des langues orientales et plus particulièrement l'hébreu, l'amène à remplacer son maître, Rivière, professeur au Collège de France, et forme ainsi un grand nombre d'élèves desquels il est très apprécié.
Parmi ses publications, deux d'entre elles se détachent :
- Grammaire hébraïque en tableaux, datée 1805.
- Grammaire arabe en tableaux à l'usage des étudiants qui cultivent la langue hébraïque, datée 1818[3].